# The Ethiopians
The Ethiopians sono uno storico gruppo reggae formato nel 1966 a Kingston, Giamaica.
Essenzialmente un progetto del cantante/compositore Leonard Dillon, i the Ethiopians furono uno dei più influenti gruppi vocali durante il periodo d'oro. Non solo fecero da ponte tra il periodo ska, rocksteady, e Early reggae, ma le loro tematiche fortemente influenzate dal rastafarianesimo aprirono la strada per il successivo roots reggae.

## Storia
Nato a Port Antonio nel 1942, Leonard Dillon crebbe in una famiglia di fede cristiana e scoprì la musica tramite la chiesa. Dopo aver composto alcune canzoni, egli si spostò a Kingston nel 1963; trovando delle difficoltà, tornò a casa per un breve periodo, per poi tornare a Kingston permenentemente nel 1964.
Poco tempo dopo, egli conobbe Peter Tosh, che rimase colpito dal materiale da lui composto ed introdusse Dillon al resto dei the Wailers. I Wailers a loro volta trascinarono Dillon alla Studio One, etichetta del produttore Clement "Coxsone" Dodd. Fu qui che Dillon incise le sue prime registrazioni sotto il nome di Jack Sparrow. I suoi due primi singoli, "Ice Water" e "Suffering on the Land", vennero entrambi realizzati nel 1965.
Attorno allo stesso periodo, Dillon conobbe un duo di cantanti di strada composto da Stephen Taylor ed il cantante chitarrista Aston Morris. Come prima cosa Dillon invitò la coppia a cantare con lui come coristi, poi decise di fondare un vero e proprio gruppo vocale nominandolo the Ethiopians. Il trio incise alcuni singoli per la Studio One nel 1966, tra cui "Free Man", "Live Good", e "Owe Me No Pay Me". Morris, venne invitato a lasciare il gruppo verso la fine del 1966, riducendo i the Ethiopians a un duo.
Nel frattempo Dillon, che conduceva un secondo lavoro nel ambiente delle costruzioni, incontrò un altro cantante chiamato Albert Griffiths (che più tardi formerà i the Gladiators). Assieme essi convinsero il loro boss a finanziare una sessione di registrazione, ed il risultato dei the Ethiopians fu la famosa hit "Train to Skaville", che finì anche nelle classifiche britanniche ottenendo meno successo piazzandosi nella Top 40. Grazie a questo successo, i the Ethiopians registrarono nuovo materiale durante il 1967, dando alla luce diverse hit come "Engine 54", "Train to Glory", "Stay Loose Mama", e "The Whip"; queste furono realizzate con i produttori Sonia Pottinger, ed in parte con Lee "Scratch" Perry.
Nel 1968 passarono alla pubblicazione nel loro primo LP, Engine '54: Let's Ska and Rock Steady, e l'arrivo del terzo cantante "semi-ufficiale", Melvin Reid. Verso la fine di quell'anno, il trio iniziò a collaborare con il produttore Carl "Sir J.J." Johnson dando inizio al periodo più celebre del gruppo. La loro prima hit con Johnson fu il brano "Everything Crash", dai temi socialmente maturi, ed un ritmo che diverrà poi caratteristico della band. Nel 1970, Johnson e i the Ethiopians diedero alle stampe diversi altri singoli di successo tra cui "What a Fire", "Gun Man", "Hong Kong Flu", "Woman Capture Man" (la title track del loro LP), e "The Selah", che contribuirono a far accrescere la loro popolarità anche nel Regno Unito oltre che in Giamaica.
Dillon successivamente portò i the Ethiopians a cambiare altre etichette e produttori; dopo il 1969-1971, pubblicarono del materiale per Harry Robinson ("Fire a Mus Mus Tail"), Lloyd Daley ("Satan Girl"), Derrick Harriott ("Lot's Wife", "No Baptism"), e Duke Reid ("Good Ambition", "Pirate"). Come il gruppo si convertì al roots reggae dopo alcuni anni, venne a svilupparsi una nuova schiera di produttori, con Vincent Chin, Prince Buster, Joe Gibbs, Bob Andy e Rupie Edwards che furono solo alcuni con i quali collaborò il gruppo. In parte il motivo di tutti questi cambi di gestione fu perché Dillon non aveva ottenuto la sua quota sui vecchi diritti d'autore e fu costretto a registrare costantemente per guadagnare soldi.
Reid morì nel 1975, e Dillon e Taylor tornarono a lavorare provvisoriamente. Purtroppo, il lavoro di Taylor finì in tragedia nel settembre del 1975: stava lavorando in una stazione di gas quando venne investito da un furgone che attraversava la strada. La morte di Taylor decretò la fine dell'epoca d'oro dei the Ethiopians. Dillon, terribilmente sconvolto, prese una pausa dall'attività musicale, tornando nella sua vecchia casa a Port Antonio due anni. Infine, contattò Aston Morris e riformò gli Ethiopians, pubblicando il disco Slave Call nel 1977 con il produttore Niney The Observer.
Dillon dopo aver suonato in tour, qualche volta con Harold Bishop e Neville Duncan, registrò occasionalmente del materiale solista tra gli anni ottanta e novanta. Verso la fine del millennio, formò i nuovi Ethiopians con le coriste Jennifer Lara e Merlene Webber, che apparirono nel disco del 1999 Tuffer Than Stone.

## Formazione

### Ultima
- Leonard Dillon
- Jennifer Lara
- Merlene Webber

### Ex componenti
- Leonard Dillon
- Stephen Taylor (R.I.P.)
- Aston Morris
- Melvin Reid

## Discografia

### In Studio
- 1968 Engine '54: Let's Ska and Rock Steady
- 1969 Reggae Power
- 1970 Woman a Capture Man
- 1977 Slave Call
- 1999 Tuffer Than Stone
- 2000 Skaville Princess

### Raccolte
- 1989 Dread Prophecy
- 1990 Let's Ska and Rock Steady
- 1993 Clap Your Hands
- 1993 Sir J.J. & Friends
- 1994 Owner Fer De Yard
- 1999 Train to Skaville